# Talent Team Papendal Arnhem 2023-2024
Questa voce raccoglie le informazioni riguardanti il Talent Team Papendal Arnhem nelle competizioni ufficiali della stagione 2023-2024.

## Stagione
Il Talent Team Papendal Arnhem partecipa alla stagione 2023-24 senza alcuna denominazione sponsorizzata.
Partecipa alla sola regular season di Eredivisie, classificandosi al decimo posto.

## Organigramma societario
Area direttiva
- Presidente: ?
- Team manager: Mariëtte Odink

Area tecnica
- Allenatore: Arnold van Ree
- Secondo allenatore: Arne Hendriks
- Scoutman: Ashutosh Mishra

## Rosa
| N° | Nome              | Ruolo | Data di nascita   | Nazionalità sportiva |
| -- | ----------------- | ----- | ----------------- | -------------------- |
| 1  | Ayhan Firat       | L     | 24 novembre 2006  | Paesi Bassi          |
| 2  | Fons Hoffmann     | C     | 28 luglio 2007    | Paesi Bassi          |
| 3  | Jort van der Laan | L     | 5 luglio 2005     | Paesi Bassi          |
| 4  | Chiel Mecklenfeld | P     | 11 luglio 2005    | Paesi Bassi          |
| 5  | Thom van der Ent  | C     | 24 marzo 2005     | Paesi Bassi          |
| 6  | Cas Veerman       | C     | 13 febbraio 2007  | Paesi Bassi          |
| 7  | Koen Sanders      | S     | 31 maggio 2005    | Paesi Bassi          |
| 8  | Xander Bomert     | O     | 22 gennaio 2005   | Paesi Bassi          |
| 9  | Ilja van der Pijl | P     | 24 novembre 2003  | Paesi Bassi          |
| 10 | Luuk Steenbergen  | C     | 12 gennaio 2006   | Paesi Bassi          |
| 11 | Boris Thumann     | S     | 28 settembre 2007 | Paesi Bassi          |
| 12 | Lukas Sleurink    | S     | 27 ottobre 2006   | Paesi Bassi          |
| 13 | Saimen Hage       | S     | 20 febbraio 2005  | Paesi Bassi          |
| 14 | Yoran Koezema     | O     | 28 ottobre 2005   | Paesi Bassi          |
| 15 | Jip Schurkens     | S     | 2006              | Paesi Bassi          |
| 16 | Sten van Tarel    | P     | 11 febbraio 2005  | Paesi Bassi          |

## Statistiche

### Statistiche di squadra
| Competizione | Punti | In casa | In casa | In casa | In trasferta | In trasferta | In trasferta | Totale | Totale | Totale |
| Competizione | Punti | G       | V       | P       | G            | V            | P            | G      | V      | P      |
| ------------ | ----- | ------- | ------- | ------- | ------------ | ------------ | ------------ | ------ | ------ | ------ |
| Eredivisie   | 1     | 9       | 0       | 9       | 9            | 0            | 9            | 18     | 0      | 18     |
| Totale       | -     | 9       | 0       | 9       | 9            | 0            | 9            | 18     | 0      | 18     |

### Statistiche dei giocatori
| Giocatore       | Eredivisie | Eredivisie | Eredivisie | Eredivisie | Eredivisie | Totale | Totale | Totale | Totale | Totale |
| Giocatore       | P          | PT         | AV         | MV         | BV         | P      | PT     | AV     | MV     | BV     |
| --------------- | ---------- | ---------- | ---------- | ---------- | ---------- | ------ | ------ | ------ | ------ | ------ |
| X. Bomert       | ?          | 35         | 31         | 4          | 0          | ?      | 35     | 31     | 4      | 0      |
| A. Firat        | ?          | 0          | 0          | 0          | 0          | ?      | 0      | 0      | 0      | 0      |
| S. Hage         | ?          | 67         | 60         | 6          | 1          | ?      | 67     | 60     | 6      | 1      |
| F. Hoffmann     | ?          | 13         | 8          | 2          | 3          | ?      | 13     | 8      | 2      | 3      |
| Y. Koezema      | ?          | 54         | 48         | 2          | 4          | ?      | 54     | 48     | 2      | 4      |
| C. Mecklenfeld  | ?          | 2          | 0          | 0          | 2          | ?      | 2      | 0      | 0      | 2      |
| K. Sanders      | ?          | 133        | 109        | 14         | 10         | ?      | 133    | 109    | 14     | 10     |
| J. Schurkens    | ?          | 50         | 45         | 3          | 2          | ?      | 50     | 45     | 3      | 2      |
| L. Sleurink     | ?          | 85         | 77         | 4          | 4          | ?      | 85     | 77     | 4      | 4      |
| L. Steenbergen  | ?          | 63         | 51         | 10         | 2          | ?      | 63     | 51     | 10     | 2      |
| B. Thumann      | ?          | 29         | 28         | 1          | 0          | ?      | 29     | 28     | 1      | 0      |
| T. van der Ent  | ?          | 95         | 62         | 28         | 5          | ?      | 95     | 62     | 28     | 5      |
| J. van der Laan | ?          | 0          | 0          | 0          | 0          | ?      | 0      | 0      | 0      | 0      |
| I. van der Pijl | ?          | 22         | 5          | 8          | 9          | ?      | 22     | 5      | 8      | 9      |
| S. van Tarel    | ?          | 0          | 0          | 0          | 0          | ?      | 0      | 0      | 0      | 0      |
| C. Veerman      | ?          | 4          | 0          | 1          | 3          | ?      | 4      | 0      | 1      | 3      |

P = presenze; PT = punti totali; AV = attacchi vincenti; MV = muri vincenti; BV = battute vincenti